# NGC 7162
NGC 7162 је спирална галаксија у сазвежђу Ждрал која се налази на NGC листи објеката дубоког неба.
Деклинација објекта је - 43° 18' 16" а ректасцензија 21h 59m 38,8s. Привидна величина (магнитуда) објекта NGC 7162 износи 12,6 а фотографска магнитуда 13,3. Налази се на удаљености од 28,4000 милиона парсека од Сунца. NGC 7162 је још познат и под ознакама ESO 288-26, MCG -7-45-3, AM 2156-433, IRAS 21565-4332, PGC 67795.